# Мутовин, Степан Сергеевич
Степан Сергеевич Мутовин (1917 — 1957) — моторист бензопилы Богучанского леспромхоза, Красноярский край, Герой Социалистического Труда.

## Биография
Родился 28 сентября 1917 года. 
После школы начал работать в Иркинеевском лесопункте. Самоотверженно трудился в годы Великой Отечественной войны, за что был удостоен медали. В 1946 году получил знак «Отличник соцсоревнования». С 1948 года Степан Мутовин работал в Манзенском лесопункте. Первым в Богучанском районе получил орден «Трудового Красного Знамени» и в награду бензопилу «Дружба». Член КПСС с 1955 года.
Трагически погиб 20 декабря 1957 года. В посёлке Манзя Богучанского района именем Героя названа улица.

## Награды
- 5 октября 1957 года Степану Сергеевичу Мутовин было присвоено звание Героя Социалистического Труда с вручением золотой медали «Серп и Молот».[2]
- Также был награждён орденом Трудового Красного Знамени и медалями, среди которых «За доблестный труд в годы Великой Отечественной войны».